# متیو کی
متیو استنلی کی (انگلیسی: Matthew Stanley Quay؛ ۳۰ سپتامبر ۱۸۳۳ – ۲۸ مهٔ ۱۹۰۴) سیاستمدار آمریکایی از حزب جمهوری‌خواه بود که از ۱۸۸۷ تا ۱۸۹۹ و از ۱۹۰۱ تا هنگام مرگش در ۱۹۰۴، پنسیلوانیا را در مجلس سنای ایالات متحده آمریکا نمایندگی کرد.